# (195) Эвриклея
(195) Эвриклея (др.-греч. Εὐρύκλεια) — это тёмный астероид главного пояса, принадлежащий спектральному классу C, состоящий из простейших углеродных соединений. Он был открыт 19 апреля 1879 года австрийским астрономом Иоганном Пализой и назван в честь Евриклеи, кормилицы Одиссея в одноимённом произведении Гомера.

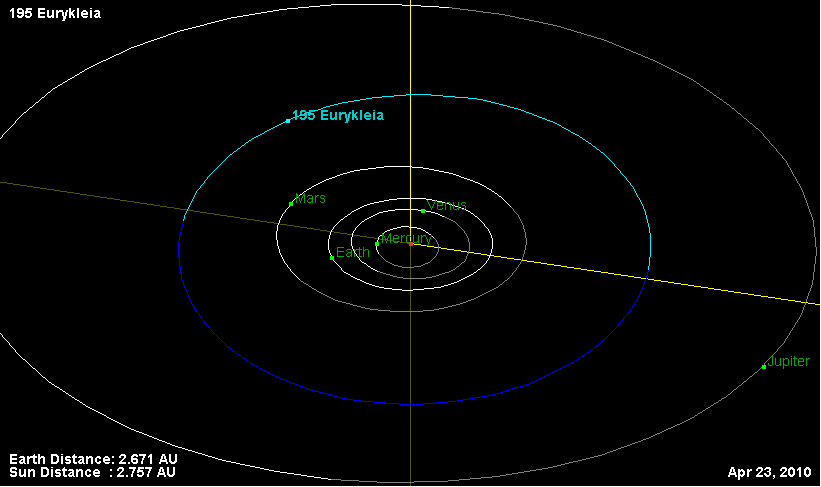
Орбита астероида Эвриклея и его положение в Солнечной системе